# Нансель-ла-Кур
Нансель-ла-Кур (фр. Nampcelles-la-Cour) — коммуна во Франции, находится в регионе Пикардия. Департамент коммуны — Эна. Входит в состав кантона Вервен. Округ коммуны — Вервен.
Код INSEE коммуны — 02535.

## Население
Население коммуны на 2010 год составляло 137 человек.
| 1962 | 1968 | 1975 | 1982 | 1990 | 1999 | 2010 |
| ---- | ---- | ---- | ---- | ---- | ---- | ---- |
| 199  | 188  | 167  | 152  | 141  | 133  | 137  |

## Экономика
В 2010 году среди 84 человек трудоспособного возраста (15—64 лет) 48 были экономически активными, 36 — неактивными (показатель активности — 57,1 %, в 1999 году было 74,7 %). Из 48 активных жителей работали 46 человек (29 мужчин и 17 женщин), безработных было 2 (0 мужчин и 2 женщины). Среди 36 неактивных 12 человек были учениками или студентами, 13 — пенсионерами, 11 были неактивными по другим причинам.